# Limnobium ambiguum
Limnobium ambiguum là một loài rêu trong họ Amblystegiaceae. Loài này được De Not. mô tả khoa học đầu tiên năm 1867.